# Poker en 1992
Cet article résume les événements liés au monde du poker en 1992.

## Tournois majeurs

### World Series of Poker 1992
Hamid Dastmalchi remporte le Main Event.

## Poker Hall of Fame
Thomas "Amarillo Slim" Preston est intronisé.